# Copris camerunus
Copris camerunus är en skalbaggsart som beskrevs av Felsche 1904. Copris camerunus ingår i släktet Copris och familjen bladhorningar. Inga underarter finns listade i Catalogue of Life.